# Walter Schachermayer
Walter Schachermayer – austriacki matematyk, profesor emeritus Uniwersytetu Wiedeńskiego. W pracy naukowej zajmuje się matematyką finansową, analizą stochastyczną i funkcjonalną oraz rachunkiem prawdopodobieństwa.

## Życiorys
Studia na Uniwersytecie Ekonomicznym w Wiedniu ukończył w 1973. Stopień doktora matematyki uzyskał w 1976 na Uniwersytecie Wiedeńskim, promotorem doktoratu był Johann Cigler. Karierę zawodową zakończył w 2018 na Uniwersytecie Wiedeńskim, poza tą uczelnią przez dłuższy czas związany był też z Uniwersytetem Technicznym w Wiedniu (w latach 1998–2008) i Uniwersytetem Johannesa Keplera w Linzu (w latach 1978–1990).
Swoje prace publikował m.in. w „Mathematical Finance”, „Finance and Stochastics”, „Annals of Applied Probability”, „Annals of Probability”, „Transactions of the American Mathematical Society”, „Mathematische Annalen” i „Journal of Functional Analysis”. Redaktor m.in. „Annals of Finance” i „Monatshefte für Mathematik”.
Laureat Wittgenstein Prize z 1998, w 2009 zdobył prestiżowy ERC Advanced Grant. Członek Niemieckiej Akademii Przyrodników Leopoldina i Academia Europaea.
Wypromował blisko 20 doktorów.